# Rachele Richey
Pour les articles homonymes, voir Richey.
Rachele Richey, née le 20 décembre 1994 à Granbury au Texas, est une actrice pornographique américaine.

## Biographie
Elle débute le porno en 2014 à l'âge de 19 ans. En 4 ans de carrière, elle a tourné dans 27 films dont 2 scènes avec Rocco Siffredi en Hongrie. Rachele se fait un nom dans l'industrie du X pour sa capacité à réaliser des pratiques extrêmes (bukkake, gang bang, sado-masochisme, ondinisme). Contrairement à beaucoup d'actrices X américaines, elle a tourné des scènes dans d'autres pays comme la Hongrie et une scène pour le site français Jacquie et Michel.  

## Caractéristiques
Elle possède de nombreux tatouages. Elle est naturellement brune mais s'est fait teindre en blond. Elle mesure 1 mètre 57 pour 48 kg.